# Сулејман Рушити
Сулејман Рушити (рођен 22. јануара 1972) је тренутни министар за образовање и науку Северне Македоније. Рођен је 1972. године у Гостивару. Дипломирао је режију на Факултету за драмске уметности у Тирани, 1997. године. Од 1998. до 2001. године је био ангажован као режисер на Македонској радио-телевизији. Такође био је и директор Народног позоришта у Скопљу 2001. и 2002. године.
Сулејман Рушити је 2002. године био један од оснивача културног магазина „Алтернатива“. Говори енглески, немачки, српски и италијански језик.